# 靚足100分
《靚足100分》1990年，由王晶自編自導自演的愛情喜劇。

## 劇情大綱
富商爺爺欲將遺產留給天賜，但必須在一個月內結婚才能繼承。不知情的天賜多次相親苦無結果，但在小小和慕人間須選擇其一。

## 劇中人物
| 演員   | 劇中人              | 粵語配音                 |
| ------ | ------------------- | ------------------------ |
| 林俊賢 | 林天賜              | 陳欣(部份對白：陳永信)   |
| 李嘉欣 | 樂小小              | 盧素娟(部份對白：黃鳳英) |
| 成奎安 | 樂長劍(粵語:樂架撐) | 賈鳳梧                   |
| 鄧碧雲 | 左香香，天賜母      |                          |
| 利智   | 封慕人              | 何錦華                   |
| 王晶   | 武大郎              | 陳永信                   |
| 梅小惠 | 靚靚                |                          |
| 陳法蓉 | 木蘭花              |                          |
| 陳韻如 | 阿信                | 黃鳳英                   |
| 郭秀雲 | 淑娜                | 何錦華                   |
| 陳百祥 | 整形醫師            |                          |
| 許英秀 | 林醒發              |                          |
| 關朝聰 | 羅勃                |                          |
| 余慕蓮 | 少少友              |                          |
| 畢美娜 | 少少友              | 曾秀清                   |

## 外部連結
- 開眼電影網上《帥哥丈夫》的資料（繁體中文）
- 香港影庫上《靚足100分》的資料（繁體中文）
- 豆瓣电影上《靚足100分》的資料 （简体中文）
- 时光网上《靚足100分》的資料（简体中文）
- AllMovie上《靚足100分》的资料（英文）
- 互联网电影数据库（IMDb）上《靚足100分》的资料（英文）